# Heterosmylus primus
Heterosmylus primus är en insektsart som beskrevs av Nakahara 1955. Heterosmylus primus ingår i släktet Heterosmylus och familjen vattenrovsländor. Inga underarter finns listade i Catalogue of Life.